# د. وودز
د. وودز (بالإنجليزية: D. Woods)‏ هي مغنية ومغنية مؤلفة وملحنة وممثلة أمريكية، ولدت في 6 يوليو 1983 في آناهايم في الولايات المتحدة.

## وصلات خارجية
- الموقع الرسمي
- د. وودز على موقع IMDb (الإنجليزية)
- د. وودز على موقع ميوزك برينز (الإنجليزية)
- د. وودز على موقع ديسكوغز (الإنجليزية)
- د. وودز على موقع قاعدة بيانات الفيلم (الإنجليزية)